# Thuyết biến thể

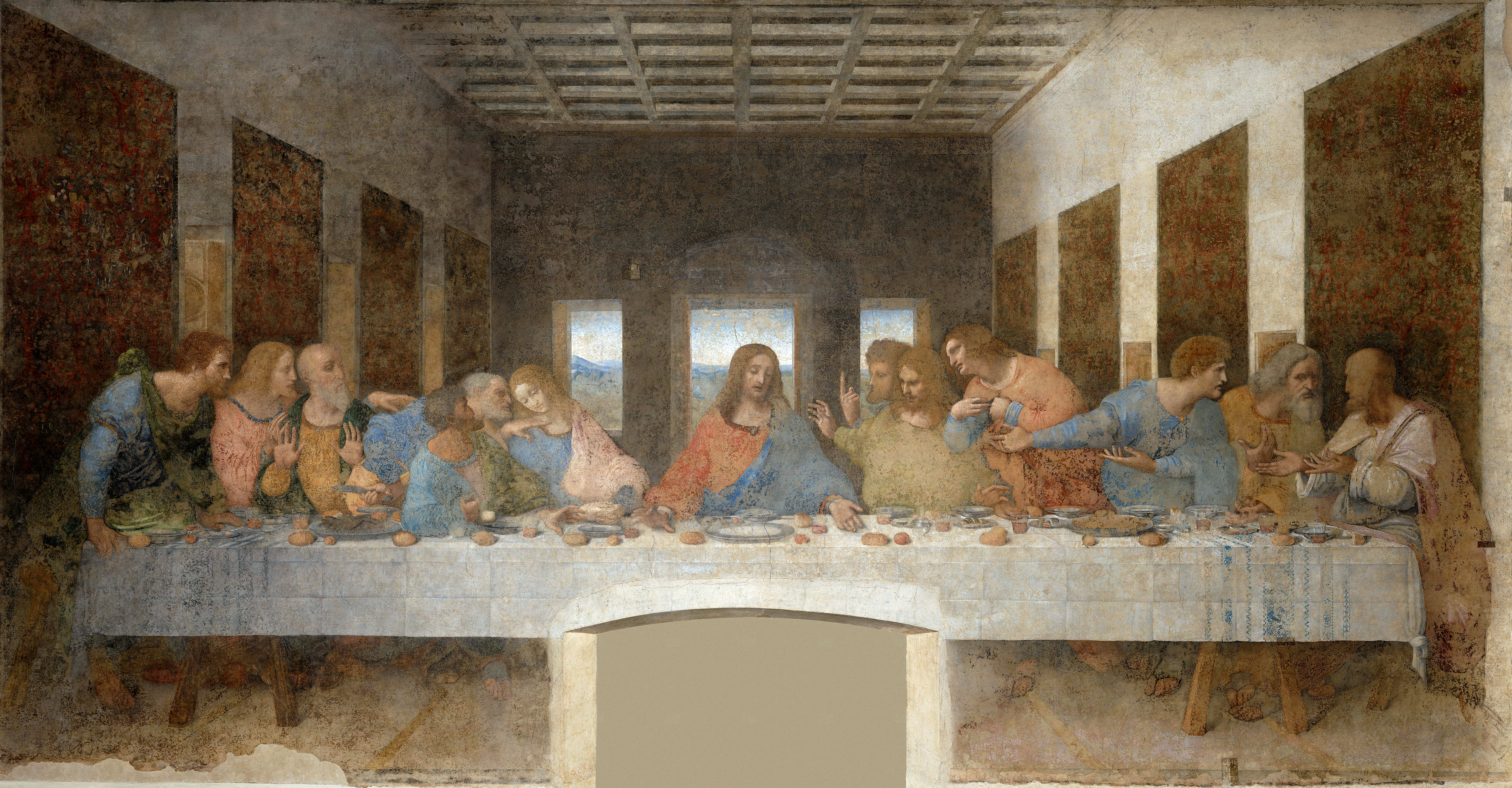
Bữa ăn tối cuối cùng (Leonardo da Vinci) do Leonardo da Vinci vẽ tại nhà ăn của Tu viện dòng Dominic nhà thờ Đức Mẹ Ân Sủng Milan, Ý, từ năm 1495 - 1498.

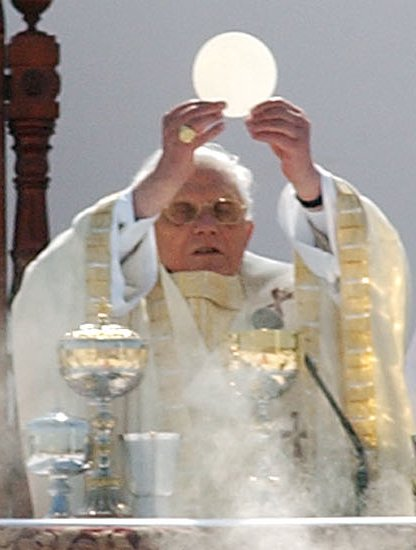
Lễ Thánh thể do Giáo hoàng Benedict XVI cử hành.

Thuyết biến thể (chữ La-tinh: transubstantiatio, chữ Hi Lạp: μετουσίωσις, chữ Hebrew: טרנסובסטנציאציה), hoặc gọi là biến đổi bản thể, là một trong những học thuyết bí tích của thần học Cơ Đốc giáo, cũng là một trong những giáo điều cốt lõi của Cơ Đốc giáo. Trong bữa ăn tối cuối cùng, Chúa Giê-su chúc mừng các môn đồ bằng bánh và rượu: "Này là thân thể ta", "này là huyết ta". Theo quan điểm truyền thống của Công giáo Rôma, bản chất của bánh và rượu lúc này biến thành thịt và máu của Chúa Giê-su, bánh và rượu xưa nay chỉ còn là ngoại hình do ngũ quan của ta cảm nhận được. Thuyết biến thể chính thức được xác nhận tại Công đồng Lateran IV vào năm 1215, nhưng về sau lại bị các nhà cải cách như John Wycliffe thách thức.
Tin Lành có 3 quan điểm về lễ Tiệc Thánh: Martin Luther mặc dù tuyên bố không công nhận thuyết biến thể nhưng lại cho rằng bánh và rượu trong lễ Tiệc Thánh cũng là thịt và máu của Chúa Giê-xu, uống rượu và ăn bánh là uống máu và ăn thịt của Chúa Giê-xu; Huldrych Zwingli cho rằng lễ Tiệc Thánh chỉ đơn thuần kỉ niệm về sự chết của Chúa Giê-xu, bánh và rượu chỉ có ý nghĩa vật chất; Jean Calvin dung hoà quan điểm của Luther và Zwingli, cho rằng rượu và bánh trong lễ Tiệc Thánh vừa có ý nghĩa vật chất (ở bên ngoài), vừa có ý nghĩa thuộc linh (ở bên trong). Trong quá trình phát triển, tuy các tông phái Tin Lành còn có những quan điểm khác nhau về lễ Tiệc Thánh nhưng nhìn chung đều phủ nhận thuyết biến thể của Công giáo Rôma. Đa số tông phái Tin Lành cho rằng lễ Tiệc Thánh là kỉ niệm về sự chết của Chúa Giê-xu chuộc tội cho loài người, qua đó nhắc nhở con người sống xứng đáng với Thiên Chúa. Lễ Tiệc Thánh của Công giáo Rôma được tiến hành với nghi thức rườm rà, tín đồ chỉ được ăn bánh thánh, còn rượu thánh không được uống mà dành cho các giáo sĩ. Đạo Tin Lành thực hiện nghi lễ Tiệc Thánh đơn giản hơn, tất cả tín đồ và giáo sĩ cùng uống rượu và ăn bánh. Lễ Tiệc Thánh thường được tổ chức vào chủ nhật đầu tiên của từng tháng.